# Portaluhr

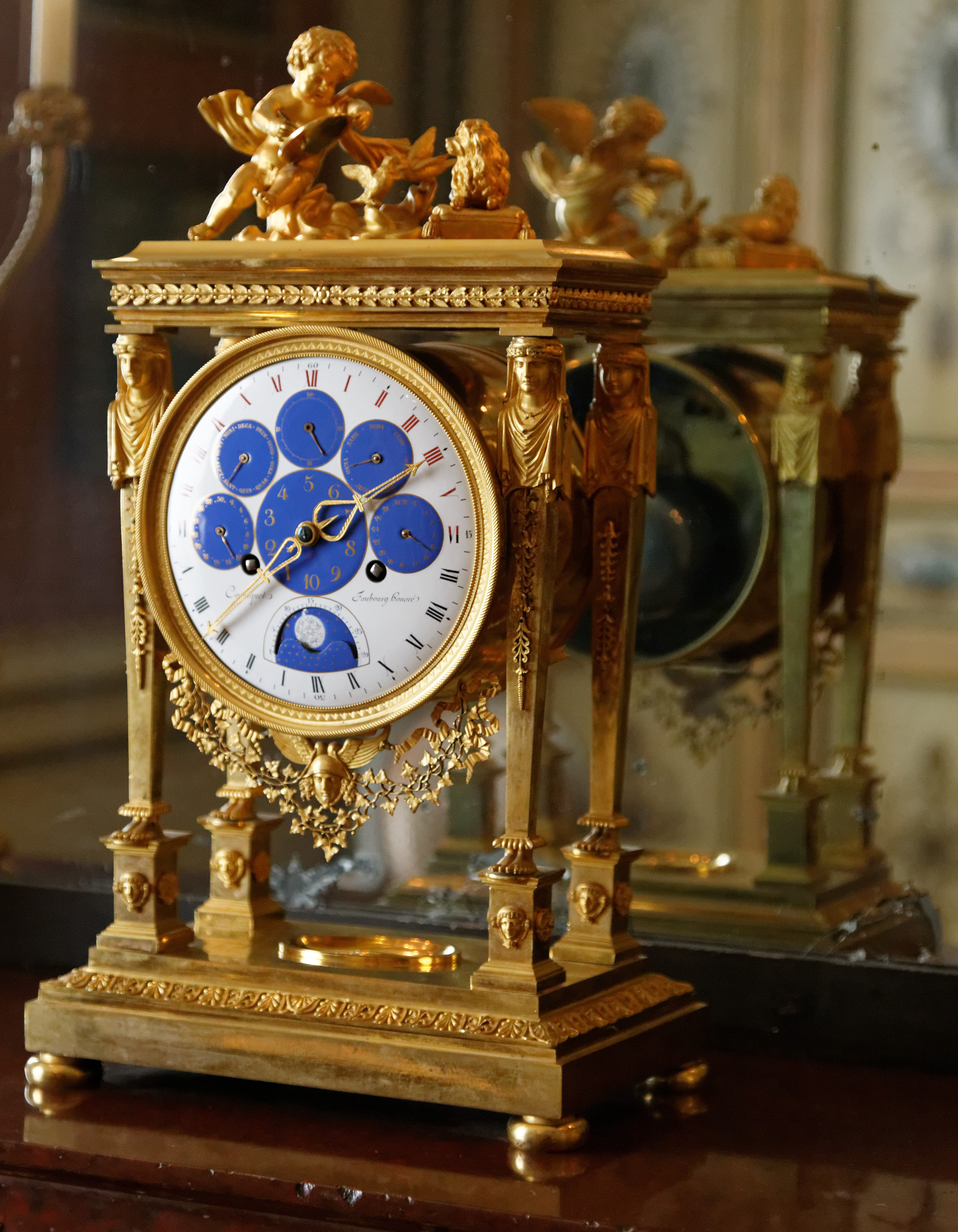
Französische Säulenuhr, Dezimaluhr mit verschiedenen Astronomischen Indikationen, Paris um 1794, (Musée des Arts décoratifs)

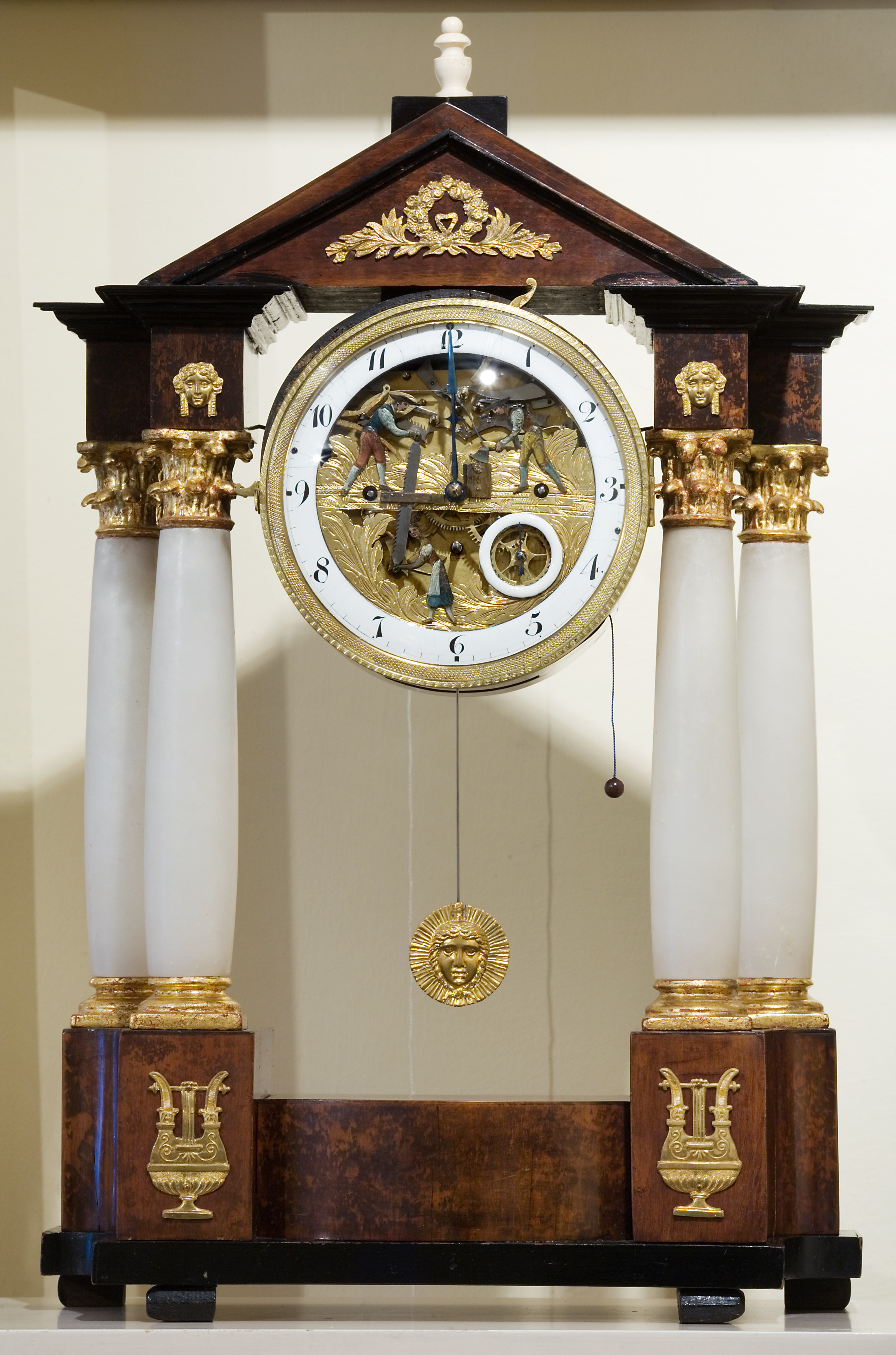
Wiener Hausherrenuhr mit einem Automat, um 1850, (Wiener Uhrenmuseum)

Die Portaluhr auch Säulenuhr ist eine Variante der Stockuhr, bei der zwei oder mehr Säulen eine Art Portal bilden und das Uhrwerk tragen, das in den Oberbau eingebaut ist.

## Beschreibung
Eine Portaluhr ist eine Tischpendeluhr. Das Uhrwerk, meist in einem trommelförmigen Gehäuse mit rundem Zifferblatt, bilden mit dem Sockel sowie dem Gebälk, dem Dach, ein portalartiges und offenes Gebilde.
Vorläufer der Portaluhr sind bereits aus dem 17. Jahrhundert bekannt. Die klassische Form der Portaluhr entstand erst in der französischen Directoire und verbreitete sich über das Empire, den Spätklassizismus bis zum Biedermeier. Die geografische Verbreitung ging von Frankreich über Süddeutschland nach Wien und dann weiter nach Osten. Heute unterscheidet man zwischen einer französischen und einer österreichischen bzw. süddeutschen Ausprägung.

### Französische Ausprägung
Die meisten französischen Portaluhren haben ein klassisches Empire-Portal. Der Aufbau besteht entweder aus feuervergoldeter Bronze, aus geschliffenem Glas oder Marmor, seltener aus Holz. Die Appliken sind aus Bronze gegossen und auch feuervergoldet. Diese Uhren haben meist ein qualitativ hochwertiges Achttagewerk mit einem temperaturkompensierten Pendel. Das Halbstundenschlagwerk schlägt mit einem Hammer auf eine Bronzeglocke.
In dieser Form sind auch einige französische Freischwinger bekannt, wo das eigene Uhrwerk die Pendellinse bildet.

### Süddeutsch-österreichische Ausprägung
Zwischen 1820 und 1850 waren Portaluhren im Wiener Raum sehr beliebt und verbreitet. Sie wurden in vielen Variationen angeboten, von einfachen Zwei-Säulen-Uhren auf Holzsockeln, den sogenannten Hausmeisteruhren, bis zu den prunkvollen Hausherrenuhren mit verspiegelten Gehäuserückwänden. Die Phantasie der Gehäusemacher hat sich bei den Österreichischen Portaluhren in alle Richtungen entwickelt. Der Aufbau besteht meist aus Holz mit gepressten Blechappliken, die Säulen sind oftmals aus Alabaster.
Die Uhrwerke, meistens Eintagewerke, sind bei den österreichischen Portaluhren meistens nicht so aufwändig konstruiert wie die französischen. Schlagwerke schlagen auf einfache Tonfedern. Das sichtbare Pendel ist oftmals verziert. Hochwertigere Uhren haben oft zusätzlich einen Automaten oder ein Musikspielwerk.